# Leptopyrum fumarioides
Leptopyrum fumarioides là một loài thực vật có hoa trong họ Mao lương. Loài này được (L.) Rchb. mô tả khoa học đầu tiên năm 1828.